# Lissonota clypealis
Lissonota clypealis là một loài tò vò trong họ Ichneumonidae.